# Gnophos stoliczkaria
Gnophos stoliczkaria är en fjärilsart som beskrevs av Moore 1898. Gnophos stoliczkaria ingår i släktet Gnophos och familjen mätare. Inga underarter finns listade i Catalogue of Life.